# Księga dżungli (film 1967)
Księga dżungli (ang. The Jungle Book) – amerykański film animowany, oparty na powieści Rudyarda Kiplinga Księga dżungli, wyprodukowany przez Walta Disneya. Z książki zapożyczono jedynie głównie bohaterów, a fabuła filmu nie ma prawie nic wspólnego z książkową.
Powstały dwa seriale animowane z bohaterami filmu: Super Baloo (ang. Tale Spin, 1990–1994) i Mała księga dżungli (ang. Jungle Cubs, 1996–1998). W 1994 miał premierę film aktorski pt: Księga dżungli. W 2003 powstała kontynuacja filmu – Księga dżungli 2. W 2016 miał premierę film aktorski pt: Księga dżungli.

## Fabuła
Hinduski chłopiec Mowgli jako dziecko zostaje pozostawiony w dżungli. Pantera Bagheera znajduje niemowlę, po czym podrzuca je watasze wilków, która decyduje się go wychować.
Kiedy chłopiec dorasta, grozi mu niebezpieczeństwo ze strony tygrysa Shere Khana, dlatego Bagheera chce, by chłopiec wrócił do ludzi. Mowgli buntuje się i decyduje o pozostaniu w dżungli. Poznaje niedźwiedzia Balloo, który staje się jego nowym opiekunem, a także szalonego orangutana Louie’ego i węża-hipnotyzera o imieniu Kaa.

## Obsada głosowa
- Bruce Reitherman – Mowgli
- Phil Harris – Baloo
- Sebastian Cabot – Bagheera
- George Sanders – Shere Khan
- Bill Lee – wokalne występy Shere Khan'a
- J. Pat O’Malley –
  - płk Hathi,
  - sęp Buzzie
- Verna Felton – Winifred
- Clint Howard – Junior
- Louis Prima – król Louie
- Sterling Holloway – Kaa
- Chad Stuart – sęp Flaps
- Lord Tim Hudson – sęp Dizzy
- Digby Wolfe – sęp Ziggy
- John Abbott – Akela
- Ben Wright – Rama
- Leo Delyon, Bill Skyles, Hal Smith i Peter Henderson – małpy
- Terry-Thomas –
  - sęp (śpiew),
  - słonie
- Darleen Carr – dziewczynka z ludzkiej wioski

## Wersja polska
Wersja polska: Master Film

Reżyseria: Elżbieta Jeżewska

Dźwięk:
- Urszula Ziarkiewicz,
- Małgorzata Gil

Dialogi: Elżbieta Kowalska

Tłumaczenie: Barbara Włodarek

Teksty piosenek: Ryszard Skalski

Kierownictwo muzyczne: Czesław Majewski

Montaż: Agnieszka Kołodziejczyk

Kierownictwo produkcji: Romuald Cieślak

W wersji polskiej udział wzięli:

- Robert Terechowicz-Schmidt – Mowgli
- Jan Prochyra – Baloo
- Jerzy Kamas – Bagheera
- Mariusz Leszczyński – Shere Khan
- Janusz Zakrzeński – pułkownik Hathi
- Zofia Gładyszewska – Winifreda
- Jacek Wolszczak – słoniątko
- Andrzej Arciszewski – król Louie
- Jacek Jarosz – Kaa
- Jan Kulczycki – Sęp Buzzie
- Paweł Galia – Sęp Flaps
- January Brunov – Sęp Dizzie
- Zbigniew Suszyński – Sęp Ziggy
- Andrzej Tomecki – Akela
- Wojciech Machnicki –
  - Rama,
  - słoń Gloomy
- Magdalena Majchrzak – dziewczyna z ludzkiej osady
- Sylwester Maciejewski – słoń Slob

i inni

## Premiery w innych krajach
- Argentyna: 7 grudnia 1967
- Hongkong: 16 maja 1968
- Australia: 13 czerwca 1968
- Japonia: 24 sierpnia 1968
- Francja: 4 grudnia 1968
- Szwecja: 6 grudnia 1968
- Włochy: 9 grudnia 1968
- RFN: 13 grudnia 1968
- Hiszpania: 16 grudnia 1968
- Austria: 20 grudnia 1968
- Finlandia: 20 grudnia 1968
- Dania: 26 grudnia 1968
- Norwegia: 26 grudnia 1968
- Polska: 18 marca 1994
- Islandia: 14 listopada 1994
- Kuwejt: grudzień 2007

## Spuścizna
W 1990 r. miała miejsce premiera serialu Super Baloo. Fabuła nie ma nic wspólnego z filmem, ale wykorzystano w nim niektóre ważniejsze postacie z niego, kopiując je bardzo szczegółowo i dodając im ubrania.